# Mardi, après Noël
Pour plus de détails, voir Fiche technique et Distribution.
Mardi, après Noël (titre original en roumain : Marți, după Crăciun) est un film roumain réalisé par Radu Muntean sorti en France le 8 décembre 2010. Il a été présenté lors du Festival de Cannes 2010 dans la sélection Un certain regard.

## Synopsis
Paul Hanganu, banquier roumain et père de famille, vit depuis quelques mois une liaison adultère avec Raluca, l'orthodontiste de sa fille. Il est écartelé par le choix qu'il sent devoir faire entre son foyer et cette jeune femme dont il est pleinement tombé amoureux.

## Fiche technique
- Titre original : Marti, dupa craciun
- Réalisateur : Radu Muntean
- Scénario : Alexandru Baciu, Răzvan Rădulescu, Radu Muntean
- Photographie : Tudor Lucaciu
- Montage : Alexandru Radu
- Costumes : Giorgiana Bostan
- Musique : Electric Brother
- Société de production : BV McCann-Erickson, HBO Romania, Mindshare Media et Multimedia Est
- Société de distribution : Shellac
- Genre : Drame
- Langue : roumain
- Durée : 99 minutes
- Sorties :

## Distribution
- Mimi Branescu : Paul Hanganu
- Mirela Oprisor : Adriana Hanganu
- Maria Popistașu : Raluca
- Dragos Bucur : Cristi
- Victor Rebengiuc : Nucu
- Dana Dembinski : Mère de Raluca
- Silvia Năstase : Ica
- Carmen Lopăzan : Cosmina
- Adrian Vancica : Mircea Dumbrăveanu
- Ioana Blaj : Narcisa

## Accueil critique
Selon Nicolas Truffinet, « Radu Muntean, comme Maren Ade (dans Everyone Else), filment des existences dans ce qu'elles ont de plus prosaïque, et ne s'écartent pas, sur ce point, d'un naturalisme strict ».

## Prix et distinctions
- Festival international du film francophone de Namur 2010 : Bayard d'or du meilleur film et Bayard d'Or du meilleur comédien pour Mimi Branescu